# Station Zelk
Station Zelk is een voormalige spoorweghalte langs spoorlijn 22 (Tienen-Diest) in Zelk, een gehucht van de stad Halen.
In 1895 werd de stopplaats Zelk geopend. Het beheer gebeurde vanuit het station Halen. In 1922 werd de halte gesloten.
0,0: Tienen ·
3,3: Grimde ·
6,9: Oplinter ·
9,2: Neerlinter ·
11,4: Drieslinter ·
15,4: Budingen ·
18,9: Geetbets ·
25,0: Halen ·
27,2: Zelk ·
29,1: Webbekom ·
32,1: Diest